# Шанквайлер
Шанквайлер (нем. Schankweiler) — община в Германии, в земле Рейнланд-Пфальц. 
Входит в состав района Айфель-Битбург-Прюм. Подчиняется управлению Иррель.  Население составляет 177 человек (на 31 декабря 2010 года). Занимает площадь 6,55 км².